# Pyrausta votanalis
Pyrausta votanalis là một loài bướm đêm trong họ Crambidae.